# Kenji Narisako
Kenji Narisako (japanisch 成迫 健児 Narisako Kenji; * 25. Juli 1984 in Saiki) ist ein ehemaliger japanischer Hürdenläufer, der sich auf die 400-Meter-Distanz spezialisiert hat.

## Sportliche Laufbahn
Erste internationale Erfahrungen sammelte Kenji Narisako im Jahr 2001, als er bei den Jugendweltmeisterschaften in Debrecen in 52,09 s die Bronzemedaille über 400 m Hürden gewann und mit der japanischen Sprintstaffel (1000 m) in 1:52,60 min den sechsten Platz belegte. Im Jahr darauf schied er bei den Juniorenweltmeisterschaften in Kingston mit 54,10 s in der ersten Runde aus und 2005 startete er bei den Weltmeisterschaften in Helsinki und erreichte dort das Halbfinale, in dem er mit 49,00 s ausschied. Zudem wurde er mit der japanischen 4-mal-400-Meter-Staffel im Vorlauf disqualifiziert. Anschließend siegte er in 48,96 s über die Hürden bei der Sommer-Universiade in Izmir und sicherte sich in 3:03,20 min gemeinsam mit Kazunori Ota, Yoshihiro Horigome und Yuki Yamaguchi die Silbermedaille hinter dem polnischen Team. Im Jahr darauf nahm er an den Asienspielen in Doha teil und siegte dort in 48,78 s über die Hürden und belegte im Staffelbewerb in 3:07,07 min den vierten Platz. 2007 schied er bei den Weltmeisterschaften in Osaka mit 48,44 s erneut im Semifinale aus und verpasste mit der Staffel mit 3:02,76 min den Finaleinzug. Im Jahr darauf qualifizierte er sich für die Teilnahme an den Olympischen Spielen in Peking und kam dort mit 49,63 s nicht über die erste Runde hinaus und zog auch mit der Staffel mit 3:04,18 min nicht ins Finale ein. 2009 scheiterte er bei den Weltmeisterschaften in Berlin mit 49,60 s im Vorlauf und anschließend siegte er in 49,22 s bei den Asienmeisterschaften in Guangzhou und sicherte sich in 3:04,13 min gemeinsam mit Kenji Fujimitsu, Hideyuki Hirose und Yūzō Kanemaru auch den Titel in der 4-mal-400-Meter-Staffel. 2010 erreichte er bei den Asienspielen ebendort das Finale über die Hürden, wurde dort aber disqualifiziert. 2012 bestritt er im Juni in Osaka seinen letzten offiziellen Wettkampf und beendete daraufhin seine aktive sportliche Karriere im Alter von 27 Jahren.
In den Jahren 2006, 2009 und 2010 wurde Narisako japanischer Meister im 400-Meter-Hürdenlauf.

## Persönliche Bestleistungen
- 400 Meter: 46,02 s, 26. Oktober 2005 in Okayama
- 400 m Hürden: 47,93 s, 6. Mai 2006 in Osaka